# Nesodynerus obscurepunctatus
Nesodynerus obscurepunctatus är en stekelart som först beskrevs av Blackburn och Cameron.  Nesodynerus obscurepunctatus ingår i släktet Nesodynerus och familjen Eumenidae. Inga underarter finns listade i Catalogue of Life.